# Nultredenwoning
Een nultredenwoning is een woning (zowel grondgebonden als appartement) waarbij ten minste de noodzakelijke leefruimtes zoals woonkamer, keuken, toilet, badkamer en één slaapkamer te bereiken zijn zonder een trap te betreden en zonder dat er drempels bij de deuren aanwezig zijn hoger dan 20 mm. Daarnaast heeft deze woning ten minste een rolstoeltoegankelijke entree tot in de woning. Bij een appartement betekent dit dat er te allen tijde een lift aanwezig moet zijn. De regelgeving in Nederland hiervoor is terug te vinden in het Besluit bouwwerken leefomgeving en aanvullende eisen staan vermeld in het Handboek woonkeur.
De nultredenwoning behoort tot de woningen die onder andere door woningcorporaties worden verhuurd en geschikt zijn, of geschikt gemaakt zijn, voor personen met een fysieke handicap. Geschikt maken van bestaande woningen kan in voorkomende gevallen met financiële hulp van de gemeente in het kader van de Wmo (Wet maatschappelijke ondersteuning).